# Jack Brooks
Jack Bascom Brooks (Crowley, 18 dicembre 1922 – Beaumont, 4 dicembre 2012) è stato un politico statunitense, membro della Camera dei Rappresentanti per lo stato del Texas dal 1953 al 1995.

## Biografia
Nato in Louisiana, Brooks si trasferì nel Texas da bambino. Laureatosi in giurisprudenza all'Università del Texas ad Austin, prestò servizio militare nei marines durante la seconda guerra mondiale. Passò poi nelle riserve, congedandosi nel 1972 col grado di colonnello.
Entrato in politica con il Partito Democratico, nel 1946 venne eletto all'interno della Camera dei rappresentanti del Texas, la camera bassa della legislatura statale, dove restò per i successivi quattro anni.
Nel 1952 fu eletto all'interno della Camera dei Rappresentanti nazionale. Brooks fu riconfermato deputato per altri venti mandati, finché nel 1994 venne sconfitto dall'avversario repubblicano Steve Stockman. Brooks, che era il deputato più anziano all'interno della delegazione congressuale del Texas, fu così costretto ad abbandonare il Congresso dopo quarantadue anni di permanenza.
Durante il suo servizio pubblico, Jack Brooks fu un accanito sostenitore dei diritti civili: votò a favore del Voting Rights Act e del Civil Rights Act. Fu inoltre presidente dell'Assemblea parlamentare della NATO tra il 1980 e il 1982.